# Željko Ivanek
Željko Ivanek (AFI: [ˈʒɛːlkɔ iˈʋaːnək]; Lubiana, 15 agosto 1957) è un attore sloveno naturalizzato statunitense.

## Biografia
Noto per il ruolo di Ray Fiske in Damages,  per il quale ha vinto un Primetime Emmy Award. Ivanek è anche noto per il ruolo di Ed Danvers in Homicide: Life on the Street e Homicide: The Movie, il governatore James Devlin in Oz, Andre Drazen in 24, Blake Sterling nella serie di breve durata The Event ed Emile "The Hunter" Danko in Heroes. Dal 2014 al 2019, ha interpretato il ruolo di Russell Jackson nella serie televisiva Madam Secretary. Ha anche avuto un ruolo ricorrente come agente speciale dell'FBI Jim Racine nella serie Banshee - La città del male.
Per la sua attiva carriera teatrale, ha ricevuto un Drama Desk Award ed è stato candidato per tre Tony Awards.

## Filmografia

### Cinema
- Executor (The Soldier), regia di James Glickenhaus (1982)
- Un ragazzo chiamato Tex (Tex), regia di Tim Hunter (1982)
- Il messaggero della morte (The Sender), regia di Roger Christian (1982)
- Mass Appeal, regia di Glenn Jordan (1984)
- Rachel River, regia di Sandy Smolan (1987)
- Umetni raj, regia di Karpo Godina (1990)
- Scuola d'onore (School Ties), regia di Robert Mantel (1992)
- L'Albatross - Oltre la tempesta (White Squall), regia di Ridley Scott (1996)
- Il coraggio della verità (Courage Under Fire), regia di Edward Zwick (1996)
- Infinity, regia di Matthew Broderick (1996)
- Funny Money - Come fare i soldi senza lavorare (The Associate) regia di Donald Petrie (1996)
- Donnie Brasco, regia di Mike Newell (1997)
- In viaggio verso il mare (Julian Po) regia di Alan Wade (1997)
- Nowhere to Go, regia di John Cairee (1998)
- A Civil Action, regia di Steven Zaillian (1998)
- La neve cade sui cedri (Snow Falling on Cedars) regia di Scott Hicks (1999)
- Dancer in the Dark, regia di Lars von Trier (2000)
- Hannibal, regia di Ridley Scott (2001)
- Black Hawk Down - Black Hawk abbattuto (Black Hawk Down), regia di Ridley Scott (2001)
- L'amore infedele - Unfaithful (Unfaithful), regia di Adrian Lyne (2002)
- Dogville, regia di Lars von Trier (2003)
- The Manchurian Candidate, regia di Jonathan Demme (2004)
- Manderlay, regia di Lars von Trier (2005)
- L'imbroglio - The Hoax (The Hoax), regia di Lasse Hallström (2006)
- Die Hard - Vivere o morire (Live Free or Die Hard), regia di Len Wiseman (2007)
- In Bruges - La coscienza dell'assassino (In Bruges), regia di Martin McDonagh (2008)
- Tower Heist - Colpo ad alto livello (Tower Heist), regia di Brett Ratner (2011)
- The Words, regia di Brian Klugman e Lee Sternthal (2012)
- The Bourne Legacy, regia di Tony Gilroy  (2012)
- Argo, regia di Ben Affleck (2012)
- 7 psicopatici (Seven Psychopaths), regia di Martin McDonagh (2012)
- X-Men - Apocalisse (X-Men: Apocalypse), regia di Bryan Singer (2016)
- Tre manifesti a Ebbing, Missouri (Three Billboards Outside Ebbing, Missouri), regia di Martin McDonagh (2017)
- L'ombra delle spie (The Courier), regia di Dominic Cooke (2020)
- The Last Duel, regia di Ridley Scott (2021)

### Televisione
- Ai confini della notte (The Edge of the Night) – serial TV, 13 puntate (1982)
- Great Performances – serie TV, episodio 12x02 (1984)
- The Sun Also Rises – miniserie TV, 4 puntate (1984)
- American Playhouse – serie TV, episodio 6x01 (1987)
- A cuore aperto (St. Elsewhere) – serie TV, episodio 5x18 (1987)
- Echoes in the Darkness – miniserie TV, 2 puntate (1987)
- L.A. Law - Avvocati a Los Angeles (L.A. Law) – serie TV, episodio 4x16 (1990)
- Lotta per la vita (Aftermath: A Test of Love), regia di Glenn Jordan – film TV (1991)
- L'ultimo abbraccio (Our Sons), regia di John Erman – film TV (1991)
- Homicide (Homicide: Life on the Street) – serie TV, 37 episodi (1993-1999)
- Law & Order - I due volti della giustizia (Law & Order) – serie TV, 6 episodi (1993-2025)
- X-Files (The X-Files) – serie TV, episodio 1x23 (1994)
- Cura d'amore (My Brother's Keeper), regia di Glenn Jordan – film TV (1995)
- Truman, regia di Frank Pierson – film TV (1995)
- If Not for You – serie TV, episodio 1x01 (1995)
- La signora in giallo (Murder She Wrote) – serie TV, episodio 12x05 (1995)
- After Jimmy, regia di Glenn Jordan – film TV (1996)
- Chicago Hope – serie TV, episodio 3x14 (1997)
- Frasier – serie TV, episodio 4x12 (1997)
- Millennium – serie TV, episodio 1x17 (1997)
- Oz – serie TV, 27 episodi (1997-2003)
- Total Security – serie TV, episodio 1x01 (1997)
- C-16: FBI – serie TV, episodio 1x03 (1997)
- Ally McBeal – serie TV, episodio 1x05 (1997)
- Players – serie TV, episodio 1x04 (1997)
- Ellen Foster, regia di John Erman – film TV (1997)
- The Practice - Professione avvocati (The Practice) – serie TV, episodi 2x13-5x18-7x05 (1997-2002)
- Dalla Terra alla Luna (From the Earth to the Moon) – miniserie TV, 1 puntata (1998)
- Rat Pack - Da Hollywood a Washington (The Rat Pack), regia di Rob Cohen – film TV (1998)
- Trinity – serie TV, episodio 1x06 (1998)
- Dash and Lilly, regia di Kathy Bates – film TV (1999)
- Sally Hemings: An American Scandal, regia di Charles Haid – film TV (2000)
- E.R. - Medici in prima linea (E.R.) – serie TV, episodio 7x08 (2000)
- The Job – serie TV, episodio 1x06 (2001)
- Crossing Jordan – serie TV, episodio 1x20 (2002)
- 24 – serie TV, 15 episodi (2002)
- The Twilight Zone – serie TV, episodio 1x11 (2002)
- West Wing - Tutti gli uomini del Presidente (The West Wing) – serie TV, episodi 4x23-5x01-5x02 (2003)
- The Reagans, regia di Robert Allan Ackerman – film TV (2003)
- Touching Evil – serie TV, episodio 1x01 (2004)
- The Jury – serie TV, episodio 1x10 (2004)
- NYPD - New York Police Department (NYPD Blue) – serie TV, episodio 12x13 (2005)
- CSI - Scena del crimine (CSI: Crime Scene Investigation) – serie TV, episodio 5x13 (2005)
- The Inside – serie TV, episodio 1x04 (2005)
- Law & Order - Unità vittime speciali (Law & Order: Special Victims Unit) – serie TV, episodio 7x14 (2006)
- Bones – serie TV, episodio 1x11 (2006)
- Cold Case - Delitti irrisolti (Cold Case) – serie TV, episodio 3x16 (2006)
- Shark - Giustizia a tutti i costi (Shark) – serie TV, episodi 1x02-1x06 (2006)
- Lost – serie TV, episodio 3x07 (2007)
- Damages – serie TV, 16 episodi (2007-2010)
- John Adams – miniserie TV, 2 puntate (2008)
- Numb3rs – serie TV, episodio 4x18 (2008)
- Dr. House - Medical Division (House, M.D.) – serie TV, episodio 5x09 (2008)
- Heroes – serie TV, 12 episodi (2009)
- Big Love – serie TV, 11 episodi (2009-2010)
- The Mentalist – serie TV, episodi 1x01-3x08 (2008-2010)
- True Blood – serie TV 5 episodi (2008-2014)
- The Event – serie TV, 22 episodi (2010-2011)
- The Mob Doctor – serie TV, 13 episodi (2012-2013)
- Revolution – serie TV, 5 episodi (2013-2014)
- White Collar (White Collar) – serie TV, episodio 5x08 (2013)
- Banshee - La città del male (Banshee) – serie TV, episodi 2x01-2x05-2x10 (2014)
- Suits – serie TV, 4 episodi (2014-2015)
- The Americans – serie TV, episodio 2x11 (2014)
- Legends – serie TV, episodio 1x01) (2014)
- Madam Secretary – serie TV, 120 episodi (2014-2019)
- L'esercito delle 12 scimmie (12 Monkeys) – serie TV, episodi 1x01-1x11-3x05 (2015-2017)
- Now and Then – serie TV, 8 episodi (2022)
- Let the Right One In – serie TV, 4 episodi (2022)
- The Walking Dead: Dead City – serie TV, 13 episodi (2023-2025)

## Teatro
- Idiot's Delight di Robert E. Sherwood, regia di Nikos Psacharopoulos. Williamstown Theatre Festival (1978)
- Partita a quattro di Noël Coward, regia di Gerald Gutierrez. Williamstown Theatre Festival (1978)
- La scuola delle mogli di Molière, regia di Jean-Bernard Bucky. Williamstown Theatre Festival (1978)
- Un mese in campagna di Ivan Turgenev, regia di Nikos Psacharopoulos. Williamstown Theatre Festival (1978)
- La febbre del fieno di Noël Coward, regia di Tom Moore. Williamstown Theatre Festival (1979)
- La zia di Carlo di Brandon Thomas, regia di Michael Montel. Williamstown Theatre Festival (1979)
- Figli del sole di Maksim Gor'kij, regia di Nikos Psacharopoulos. Williamstown Theatre Festival (1979)
- The Front Page di Ben Hecht e Charles MacArthur, regia di Robert Allan Ackerman. Williamstown Theatre Festival (1980)
- The Survivor di Susan Nanus, regia di Craig Anderson. Morosco Theatre di Broadway (1981)
- Settimo cielo di Caryl Churchill, regia di Tommy Tune. Theatre de Lys di New York (1981-1983)
- Master Harold... and the Boys di Athol Fugard, regia di Athol Fugard. Yale Repertory Theater (1982)
- Brighton Beach Memoirs di Neil Simon, regia di Gene Saks. Alvin Theatre di Broadway (1983)
- A Map of the World di David Hare, regia di David Hare. Public Theater di New York (1985)
- Il malloppo di Joe Orton, regia di John Tillinger. New York City Center di New York (1986)
- Il malloppo di Joe Orton, regia di John Tillinger. Music Box Theatre di Broadway (1986)
- Il giardino dei ciliegi di Anton Čechov, regia di Peter Brook. Majestic Theatre di New York (1990)
- Amleto di William Shakespeare, regia di Garland Wright. Teatro Guthrie di Minneapolis (1988)
- Ivanov di Anton Čechov, regia di Oleg Efremov. University Theatre di New Haven (1990)
- Two Shakespearean Actors di Richard Nelson, regia di Jack O'Brien. Cort Theatre di Broadway (1992)
- It's Only a Play di Terrence McNally, regia di John Tillinger. Center Theatre Group (1992)
- Lo zoo di vetro di Tennessee Williams, regia di Frank Galati. Criterion Center Stage Right di Broadway (1994-1995)
- Il calapranzi di Harold Pinter, regia di Joe Mantello. Williamstown Theatre Festival (2001)
- Storia dello zoo di Edward Albee, regia di Joe Mantello. Williamstown Theatre Festival (2001)
- Blue/Orange di Joe Penhall, regia di Neil Pepe. Linda Gross Theater di New York (2002-2003)
- The Pillowman di Martin McDonagh, regia di John Crowley. Booth Theatre di Broadway (2005)
- Corte marziale per l'ammutinamento del Caine di Herman Wouk, regia di Jerry Zaks. Gerald Schoenfeld Theatre di Broadway (2006)
- Slowgirl di Greg Pierce, regia di Anne Kauffman. Claire Tow Theater di New York (2012)

## Riconoscimenti

### Teatro
- Tony Awards
  - 1983 – Candidatura al miglior attore non protagonista in uno spettacolo per Brighton Beach Memoirs
  - 1992 – Candidatura al miglior attore non protagonista in uno spettacolo per Two Shakespearean Actors
  - 2006 – Candidatura al miglior attore protagonista in uno spettacolo per Corte marziale per l'ammutinamento del Caine
- Drama Desk Award
  - 1981 – Miglior attore non protagonista in uno spettacolo teatrale per Settimo cielo
  - 1992 – Candidatura al miglior attore non protagonista in uno spettacolo teatrale per Two Shakespearean Actors
  - 2006 – Candidatura al miglior attore in uno spettacolo teatrale per Corte marziale per l'ammutinamento del Caine

### Televisione
- Premio Emmy
  - 2008 – Miglior attore non protagonista in una serie drammatica per Damages
- Satellite Award
  - 2008 – Candidatura al miglior attore non protagonista in una serie o miniserie TV per Damages

## Doppiatori italiani
Nelle versioni in italiano delle opere in cui ha recitato, Željko Ivanek è stato doppiato da:
- Luciano Roffi in Oz, Law & Order - Unità vittime speciali, Die Hard - Vivere o morire, True Blood, Big Love, The Event
- Gaetano Varcasia in Law & Order - I due volti della giustizia (ep. 9x14-15x07), Lost, Damages, The Mentalist, Argo
- Luca Biagini in Crossing Jordan, Manderlay, Numb3rs, Heroes, L'ombra delle spie
- Danilo De Girolamo in Law & Order - I due volti della giustizia (ep. 8x06), L'amore infedele - Unfaithful, Dogville, L'imbroglio - The Hoax
- Oliviero Dinelli in 24, Cold Case - Delitti irrisolti, Law & Order - I due volti della giustizia (ep. 23x07)
- Ennio Coltorti in The Mob Doctor, The Last Duel, Lasciami entrare
- Nino Prester in Homicide, Homicide - The Movie
- Christian Iansante in La signora in giallo, 7 psicopatici
- Franco Mannella in Shark - Giustizia a tutti i costi, Tre manifesti a Ebbing, Missouri
- Roberto Stocchi in Revolution, Legends
- Fabrizio Temperini in X-Files, John Adams
- Saverio Indrio in White Collar, Suits
- Angelo Maggi in Dr. House - Medical Division, The Walking Dead: Dead City
- Francesco Pannofino ne Il messaggero della morte
- Claudio De Angelis in Scuola d'onore
- Stefano Benassi in L'Albatross - Oltre la tempesta
- Maurizio Reti ne Il coraggio della verità
- Edoardo Nevola in Funny Money - Come fare i soldi senza lavorare
- Massimo De Ambrosis in Donnie Brasco
- Vittorio Stagni in Millennium
- Alessio Cigliano in In viaggio verso il mare
- Fabrizio Manfredi in Frasier
- Claudio Colombo in Ally McBeal
- Sergio Di Giulio in Law & Order - I due volti della giustizia (ep. 4x08)
- Riccardo Niseem Onorato in Rat Pack - Da Hollywood a Washington
- Vittorio De Angelis in Hannibal
- Sandro Acerbo in Black Hawk Down - Black Hawk abbattuto
- Luigi Ferraro in NYPD - New York Police Department
- Giorgio Lopez in CSI - Scena del crimine
- Sergio Lucchetti in Tower Heist - Colpo ad alto livello
- Stefano De Sando in Banshee - La città del male
- Pieraldo Ferrante in The Americans
- Carlo Valli in The Words
- Mauro Gravina in Madam Secretary
- Luigi Scribani in The Bourne Legacy
- Stefano Santerini in X-Men: Apocalisse
- Riccardo Polizzy Carbonelli in Dancer in the Dark
- Teo Bellia in Now and Then
- Gianluca Crisafi in Hannibal (ridoppiaggio)